# Neoascia bipunctata
Neoascia bipunctata är en tvåvingeart som först beskrevs av Matsumura 1919.  Neoascia bipunctata ingår i släktet dvärgblomflugor, och familjen blomflugor. Inga underarter finns listade i Catalogue of Life.